# 張鼎延
張鼎延（？—1659年），字慎之，號玉調，河南省河南府永寧縣（今河南省洛寧縣）人，明朝進士、清朝政治人物。

## 生平
萬曆四十三年（1615年）中乙卯科河南鄉試舉人，天啓二年（1622年）登壬戌科進士，刑部觀政，三年授行人，七年擢授兵科給事中。崇禎二年（間）1629年），升任兵科都給事中，三年考察降調，四年降補山東布政司照磨，六年升行人司副，轉南京吏部文選司主事，七年升驗封司郎中，丁憂歸，以请恤革职。
明亡后歸附清朝，順治元年（1644年）補授吏部验封司郎中，二年調考功司郎中。順治四年，升任太僕寺少卿。次年改大理寺少卿。順治七年，升任大理寺卿。次年改工部左侍郎、刑部右侍郎。順治九年，為兵部右侍郎。次年致仕歸鄉。顺治十六年卒。

## 家族
曾祖张稔。祖张士益。父張論，庚戌进士，前四川巡按，见任大理寺左寺丞。母段氏，封孺人。娶廉氏，封孺人。子张琯（兖州、淮安知府）、張璿 (順治進士)（吏科都給事中）。